# Bay (Toronto Subway)

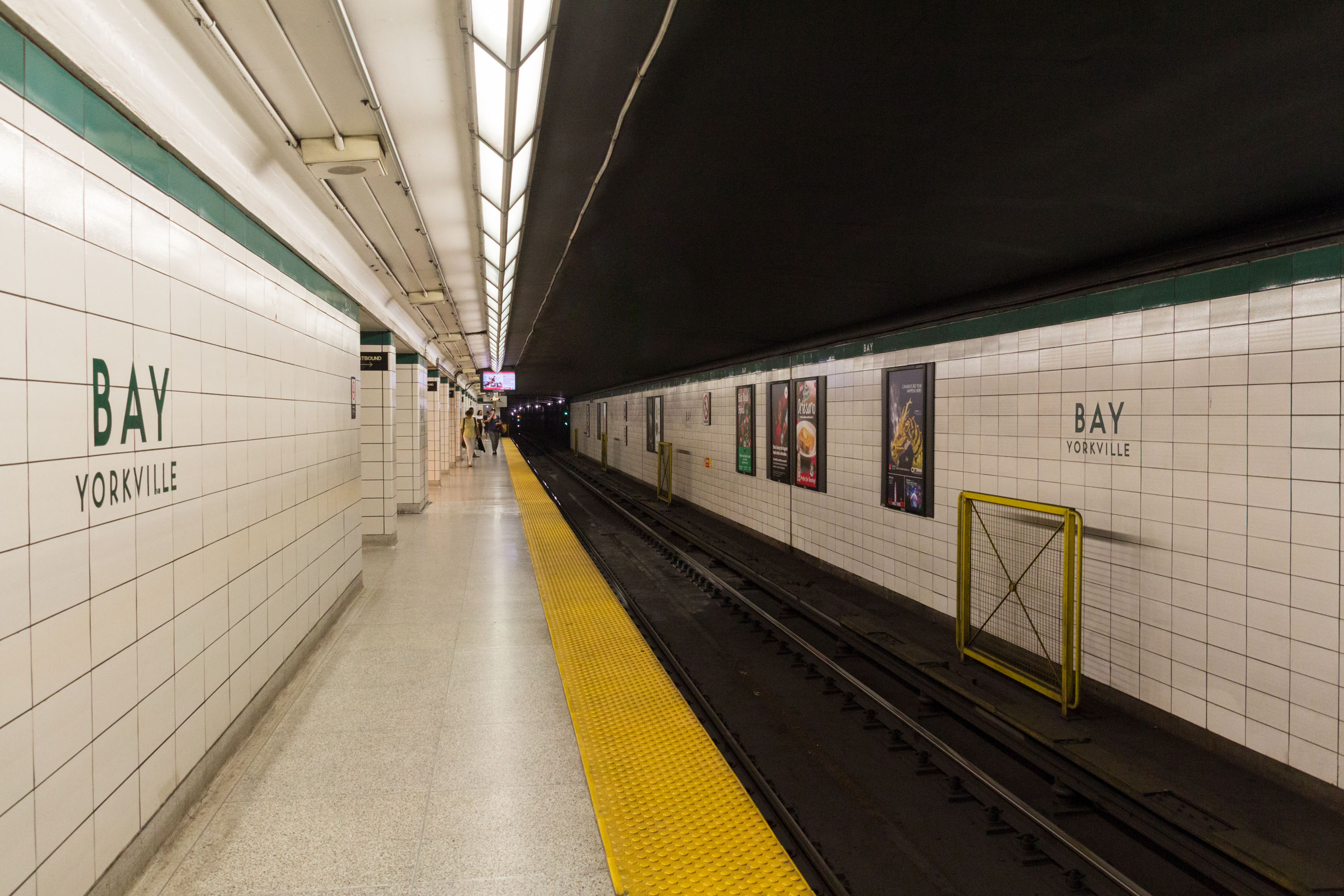
Bahnsteig der oberen Ebene

Bay ist eine unterirdische U-Bahn-Station in Toronto. Sie liegt an der Bloor-Danforth-Linie der Toronto Subway, an der Kreuzung von Bloor Street und Bay Street. Die Station wird täglich von durchschnittlich 32.690 Fahrgästen genutzt (2018). Sie ist in zwei Ebenen mit je einem Mittelbahnsteig ausgeführt. Die untere Ebene ist heute ein Geisterbahnhof und diente in zahlreichen Filmen als Kulisse. In der Nähe befinden sich das Manulife Centre und das exklusive Einkaufsviertel Yorkville. Bekannt ist Bay als Standort des zentralen Fundbüros der Toronto Transit Commission (TTC). Es besteht eine Umsteigemöglichkeit zu einer Buslinie.

## Geschichte

Netzplan des Versuchsbetriebs in den ersten sechs Monaten nach Eröffnung

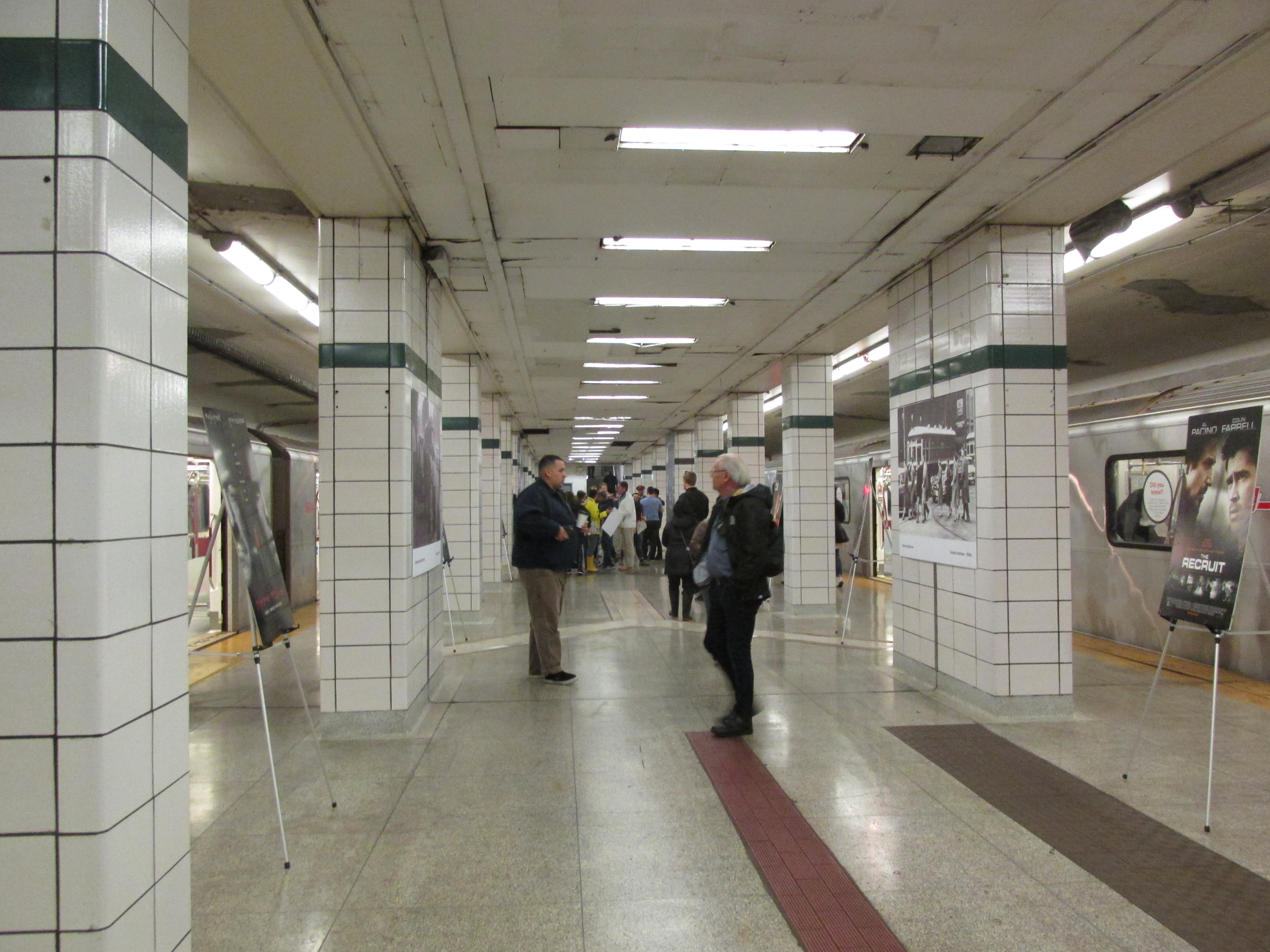
Tag der offenen Tür in der üblicherweise gesperrten unteren Ebene, ausgestellt sind Plakate dort gedrehter Filme (2019)

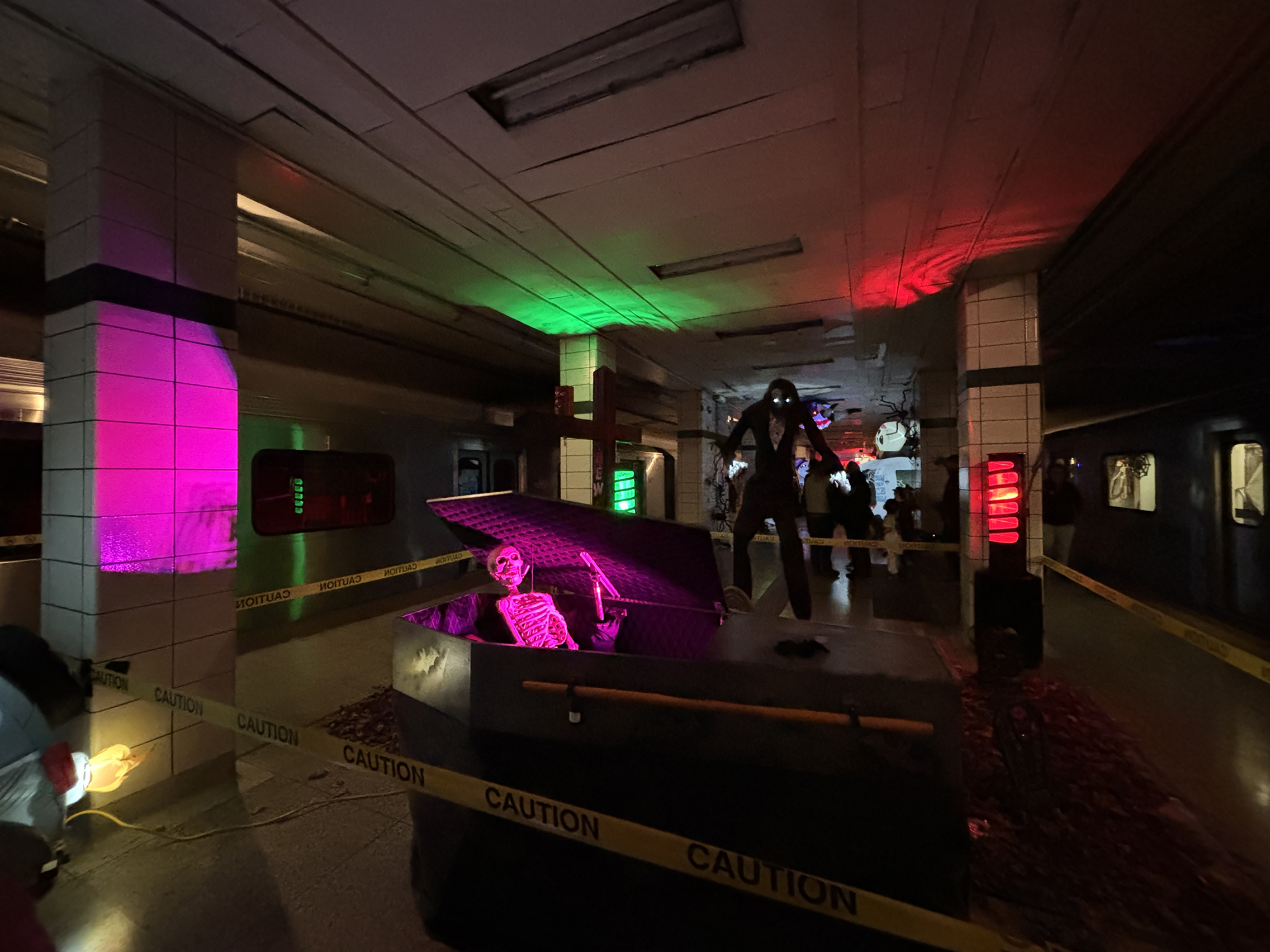
Untere Ebene mit Halloween-Dekoration (2023)

Zusammen mit der Station Bay wurde am 26. Februar 1966 auch der erste Abschnitt der Bloor-Danforth-Linie zwischen den Stationen Keele im Westen und Woodbine im Osten eröffnet.
Die untere Ebene der Station (offiziell Bay Lower, umgangssprachlich Lower Bay genannt) war nach der Eröffnung nur bis September 1966 regulär in Betrieb. Zu Beginn war die Bloor-Danforth-Linie mit der Yonge-University-Linie verknüpft. Jeder zweite Zug auf der Bloor-Danforth-Linie aus westlicher Richtung bog nach der Station St. George südwärts in die University Avenue ab. Aus östlicher Richtung gelangte jeder zweite Zug auf die untere Ebene der Station Bay, um anschließend ebenfalls in südliche Richtung zu schwenken. Die TTC gab diese Betriebsform nach einer sechsmonatigen Versuchsphase auf, da sie sich als störungsanfällig erwies und die erhofften Zeitgewinne durch wegfallendes Umsteigen ausblieben. Zudem waren viele Fahrgäste unschlüssig, auf welcher Ebene ihr Zug verkehrt, weshalb sie oft auf der Treppe dazwischen warteten und dadurch anderen den Weg versperrten.
Seit der Aufgabe des ursprünglichen Drei-Linien-Konzepts wird die untere Ebene nicht mehr für den Passagierverkehr genutzt, aber weiterhin betriebsbereit gehalten. Hier werden neue U-Bahn-Fahrer ausgebildet, neue Oberflächen für die Bahnsteige getestet und Züge zwischen den Strecken ausgetauscht. Vereinzelt finden Umleitungen statt, bei denen die untere Ebene von fahrenden Zügen aus betrachtbar ist.
Üblicherweise ist die untere Ebene nicht öffentlich zugänglich und abgesperrt, um illegale „Urban Explorations“ zu verhindern. Nach über vier Jahrzehnten veranstaltete die TTC im Mai 2007 erstmals einen Tag der offenen Tür, der auf großes Interesse stieß. Seither wird sie im Rahmen der Nuit Blanche zugänglich gemacht. In den 2020er Jahren wird die untere Ebene jährlich zu Halloween thematisch geschmückt und für ein Eintrittsgeld geöffnet.

## Filmaufnahmen
Die TTC begann in den 1990er Jahren, die untere Ebene an Filmproduktionsgesellschaften zu vermieten, damit diese dort realitätsnahe U-Bahn-Szenen drehen können. Insbesondere seit den Dreharbeiten von Sag’ kein Wort im Jahr 2001 hat die Bedeutung als Drehort markant zugenommen: Die Produzenten überließen der TTC die 150.000 Dollar teure Kulisse, die bis ins letzte Detail einer typischen Station der New York City Subway nachempfunden ist, und seither für zahlreiche weitere Filme wiederverwendet worden ist.
Filme mit Szenen, die in der unteren Ebene der Station Bay gedreht wurden, sind unter anderem:
- 1990: Darkman
- 1995: Johnny Mnemonic
- 1996: Extrem … mit allen Mitteln
- 1997: Mimic
- 1998: Last Night
- 2000: Die Prophezeiung, Loser, Bait
- 2001: Jagd auf Mr. Tout, Sag’ kein Wort
- 2002: You Stupid Man, Undercover Brother
- 2003: Der Einsatz, Bulletproof Monk, Honey, Thought Crime
- 2004: Ein verrückter Tag in New York
- 2006: Dance!, 16 Blocks
- 2012: Total Recall